# كنيسنا
كنيسنا (بالإنجليزية: Knysna) هي مدينة ساحلية على طريق غاردن رووت في ولاية الكاب الغربي «وست كاب» في جنوب أفريقيا. وتنتمي كنيسنا إلى محافظة كنيسنا.

## جغرافيتها
تقع كنيسنا على بحيرة شاطئة عرضها 20 كيلومتر ويربطها طريق صخري يسمى رؤوس كنيسنا «كنيسنا هيدز» بالمحيط الهندي. وترتفع جبال أوتينكوا خلف المدينة التي تتمتع بمنطقة خضراء تنمو فيها الأشجار والغابات، حيث أن جوها معتدلا طوال العام مشابه لجو البحر الأبيض المتوسط، إلا أن الأمطار فيها تتوزع على مدار السنة. عدد سكان كنيسنا نحو 51.100 نسمة في عام 2011.
الجو في كنيسنا معتدل طوال العاموتقل الأمطار في الشتاء. وتبلغ الأمطار حول السنة نحو 770 مليمتر. ومتوسط درجة الحرارة 26 درجة مئوية؛ وتهبط درجة الحرارة شتاءا إلى نحو 18 درجة. المحيط الهادي عند كنيسنا دافئا، مما يسمح بالسباحة فيه في الشتاء أيضا.

## المعالم السياحية
تقع كنيسنا في منطقة عابات تسمى باسمها «غابات كنيسنا». وتعتبر تلك الغابات الآن محمية وطنية لا يسمح فيها بتقطيع الأشجار لاكتساب الخشب. تلك الغابات هي البيئة الطبيعي لأفيال كنيسنا. كما يوجد منتزه للأفيال في «كنيسنا إليفانتن بارك» بالقرب من مدينة كنيسنا.

## المواصلات
كان في كنسنا ميناء حتى عام 1952 وكان يعمل في تصدير الأخشاب. وكان خط سكك حديدية قد أُنشىء في عام 1907 وعمل حتى 1949 يربط بين الميناء ومناطق إنتاج الأخشاب ومصانع تجهيز الأخشاب.
وفي عام 1928 تم ربط كنيسنا بخط سكك حديد جنوب أفريقيا مما قلٌل من أهمية الميناء. وكان خط سكك حديد قديم يعمل بمحرك بخاري يربط كنيسنا بمدينة جورج المجاورة وعمل حتى عام 2006 . وكان السياح يركبونه للاستمتاع العصور الماضية حيث كان هذا القطار القديم يتهادى على المناطق الساحلية الخلابة.
تقع كنيسنا على الطريق الوطني N2 بين مدينة جورج وخليج بليتينبرغ. ويتفرع منه طريق إلى الشمال عبر «ممر البرنس ألبرت» ويؤدي إلى أفنتور.

## وصلات خارجية
- Informationen, Bilder und Tourismus (englisch)

## اقرأ أيضا
- غاردن رووت
- جنوب أفريقيا
- منتزه وطني
- منتزه غاردن رووت الوطني